# 藤田明宏
藤田 明宏（ふじた あきひろ、1968年2月5日 - ）は、岐阜県岐阜市出身の元高校野球指導者、大学講師。血液型はO型。朝日大学野球部監督。朝日大学教職課程センター教育職員、朝日大学教職課程講師。

## 経歴
県岐阜商時代の3年時に前原博之（のち中日選手）と共に第67回全国高等学校野球選手権大会へ捕手、主将として出場。滋賀県の甲西高校に初戦で敗れたが自身は本塁打を放っている。卒業後は専修大学経済学部へ進学。準硬式野球部に入部し、ポジションは捕手。
大学卒業後は高等学校教員となり、1990年に商業科教諭として東濃実業高校に赴任。1993年に同校が甲子園に出場したときは野球部の顧問だった。1995年に岐阜三田高校（現:岐阜城北高校）へ転任し、1999年（平成11年）から同校の野球部監督に就任した。2001年（平成13年）の夏に監督として初の甲子園に出場。続く2006年（平成18年）には尾藤竜一投手を擁して第78回選抜高等学校野球大会に出場し、県勢として47年ぶりのベスト4に進出した。2009年4月に出身校である県岐阜商へ転任すると当時成績が低迷していた野球部の監督に春季県大会より就任。同年の夏の岐阜大会で優勝して第91回全国高等学校野球選手権大会に出場し、ベスト4に進出。続く秋の国体では優勝を果たした。そして、2012年夏の甲子園大会（第94回全国高等学校野球選手権大会）及び2013年春の選抜大会（第85回記念選抜高等学校野球大会）にエースである息子・藤田凌司と共に甲子園出場を果たし、2013年の選抜大会ではベスト8まで勝ち進んだ。
2014年7月28日付で県岐阜商の監督を退任した。退任後は副部長。2015年3月を以って教職員を退職。同年5月朝日大学野球部の監督に就任したが部員の不祥事により2020年4月24日にて監督を退任、退任後は同大教職課程の講師を務めている。2023年より3年ぶりに同大野球部監督に復帰した。

## 主な教え子
- 尾藤竜一（元読売ジャイアンツ）
- 丹羽将弥（元オリックス・バファローズ）
- 伊藤準規（元中日ドラゴンズ）
- 髙橋純平（福岡ソフトバンクホークス）2年時まで。

## 監督として甲子園での戦績
- 通算5回8勝5敗0分（春2回5勝2敗 夏3回3勝3敗）ベスト4が2回

## 関連書籍
- 報知高校野球 2010年5月号第82回選抜高校野球大会特集号内掲載記事「私の高校野球」